# Takeshi Yamaguchi
Takeshi Yamaguchi (山口 武士 Yamaguchi Takeshi?), född 10 juni 1979 i Kumamoto prefektur, är en japansk före detta fotbollsspelare.
Yamaguchi började sin karriär 1998 i Kashima Antlers. Efter Kashima Antlers spelade han för Oita Trinita, Sony Sendai och Roasso Kumamoto. Han avslutade karriären 2009.